# جغرافیای سلامت

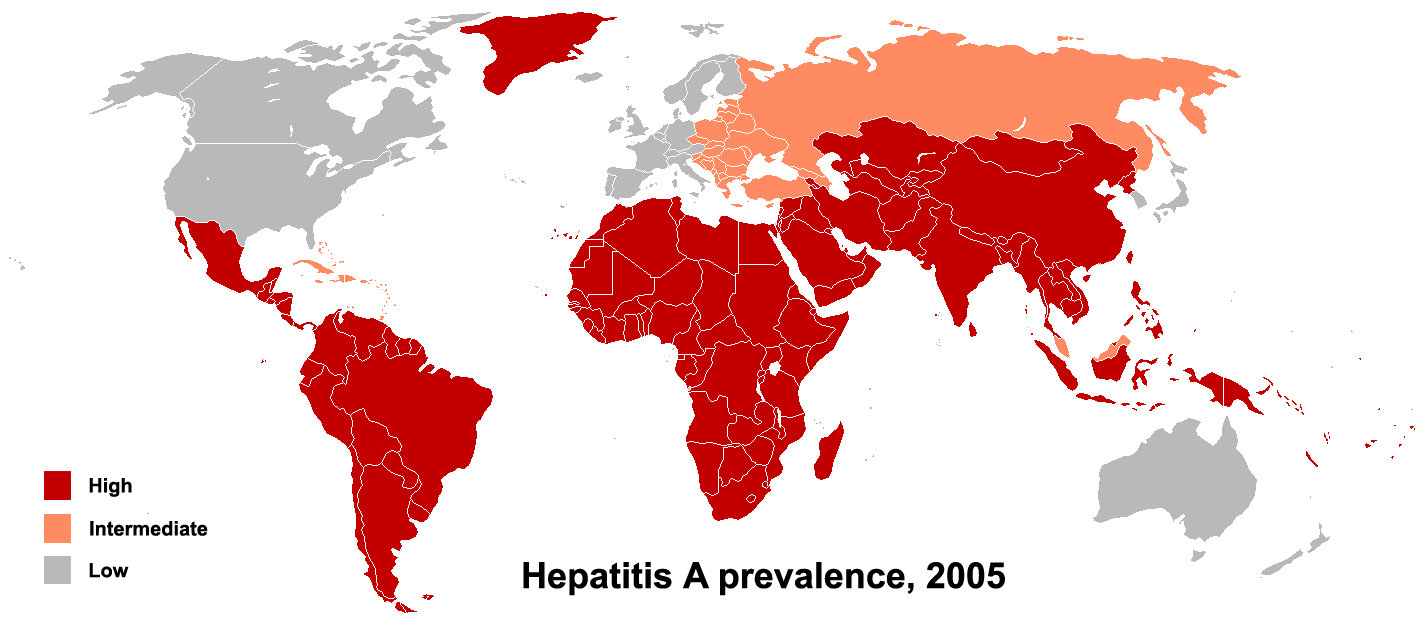
شیوع هپاتیت آ در سطح جهان در سال ۲۰۰۵

جغرافیای سلامت به کاربرد اطلاعات، مناظر و چشم‌اندازها، و روش‌های جغرافیایی در مطالعه سلامت، بیماری‌ها و مراقبت سلامتی گفته می‌شود. جغرافیای سلامت به دو زیرشاخه اصلی تقسیم می‌شود. یکی از آن‌ها بر مطالعه جغرافیای بیماری‌ها شامل پژوهش‌های تشریحی و کمی شیوع بیماری‌ها و پراکندگی آن‌ها و پژوهش‌های تحلیلی در ارتباط با یافتن دلایل مستعد شدن یک گروه یا جمعیت نسبت به ابتلا به بیماری‌ها متمرکز است. این موضوع نیازمند فهم دانش همه‌گیرشناسی است. زمینه مطالعاتی دوم جغرافیای سلامت بر جغرافیای مراقبت سلامتی به ویژه موقعیت امکانات بهداشتی، دسترسی و استفاده از آن‌ها متمرکز است. این موضوع نیازمند استفاده از تحلیل فضایی و اقتصاد رفتاری است.

## تاریخ
بررسی ارتباط میان فضا و سلامت به زمان بقراط باز می‌گردد. به عقیده بقراط هوا، آب و مکان نقش مهمی در سلامتی و تاریخ انسان بازی می‌کنند. یک نمونه کلاسیک مطالعات جغرافیای سلامت در سال ۱۸۴۵ با مطالعه شیوع وبا در نزدیکی لندن انجام شد.